# Goliat (film)
Goliat är en svensk kriminal-dramafilm som hade premiär 5 oktober 2018. Filmen är regisserad av Peter Grönlund som även stod för manus. Filmen är producerad av Mattias Nohrborg och Frida Bargo för B-Reel Films,
Filmen vann ett flertal pris vid 2019 års Guldbaggegala. Bästa klippning (Dino Jonsäter), Bästa manus (Peter Grönlund), Bästa manliga huvudroll (Joakim Sällquist) och Bästa originalmusik (Johan Testad).

## Handling
Filmen utspelar i sig i en liten svensk bruksort, och handlar om Kimmie vars pappa är yrkeskriminell och vars mamma är sjukskriven. När pappan återigen ska in i fängelse är deras önskan att Kimmie ska sköta familjens knarkaffärer. Något som Kimmie egentligen inte vill.

## Rollista
| - Cedomir Djordjevic – Stefan - Sebastian Ljungblad – Kimmie - Joakim Sällquist – Roland - Cornelia Andersson – Jonna - Holger Johansson – Kevin | - Elina Eriksson – Sara - Elisabeth Augander – Kätty - Sampo Sarkola – Örjan - Stefan Ravenscroft – Eilers - Tommy Lyrehag – Malmnäs |